# Famille Pernon
La famille Pernon est une dynastie de marchands-fabricants de tissus en soie lyonnais. Cette maison soyeuse vécut au XVIIIe et s'éteint sous Napoléon Ier. Son fonds est repris par la famille Grand.

## La dynastie Pernon

### Louis Pernon
La maison de soie Pernon débute vers 1680, avec Louis Pernon, tisseur de drap d'or, d'argent et de soie. On ne sait rien du parcours de ce soyeux.

### Claude Pernon
Elle se poursuit avec son fils Claude Pernon, né en 1681 et décédé vers 1760. Sans que l'on ait beaucoup d'informations sur ses affaires, il est assez aisé pour acheter une charge de conseiller secrétaire du roi près de la cour des monnaies. Notable de Lyon, il est recteur de l'hôpital de la charité. Il soutient Jacques Vaucanson dans ses travaux de mécanisation du métier à tisser.
Le fils ainé de Claude, Louis Pernon (1711-1779) est associé à l'entreprise mais il se destine à une carrière de député du commerce et trésorier général des troupes de la maison du roi. Il aide donc son frère Étienne Pernon (1719-1803) qui succède à la tête de l'entreprise pour ses exportations.

### Étienne Pernon
Étienne Pernon devient maître marchand en 1751 et est également élu administrateur des mines de Chessy et conseiller général du commerce par le conseil de la ville. Franc-maçon, il rejoint la loge de la parfaite amitié où officie Jean-Baptiste Willermoz. Il accueille les visiteurs de marque de passage à Lyon et leur vend des habits. Le plus célèbre de ces clients est Casanova.

### Camille Pernon
Son successeur est son fils Camille Pernon, qui entame sa carrière comme négociant sur les routes d'Europe dès ses dix-huit ans. Il visite et prend commande en Espagne, en Pologne et en Russie. Ses rapports avec Catherine II sont si bons qu'elle le nomme « Agent de sa majesté l'Impératrice de toutes les Russies ». La maison Pernon travaille alors essentiellement pour l'exportation, et n'a jusqu'en 1784 pas de relation commerciale avec la cour du roi. À partir de cette année, Camille Pernon parvient à obtenir des successions de commandes de la part de l'intendant Thierry de Ville d'Avray. Il livre des tissus pour les châteaux de Rambouillet, de Saint-Cloud et de Compiègne. Il obtient également d'être parmi les soyeux à fournir le roi pour sa chambre, celle de la reine et la salle de jeu. Malgré un refus de la part du vérificateur du Garde-meuble Sulleau d'une livraison, il continue à fournir le roi jusqu'en 1792.
Camille Pernon propose à ses clients du tissu d'ameublement, mais également des habits de soie ornés de broderies et passementeries. Il emploie des collaborateurs fiables grâce auxquels il entretient des relations commerciales suivies avec les cours européennes. Parmi ceux-ci, on peut citer Salomon Palu (ou Pages) pour les cours de Pologne et de Russie, et surtout François Grognard pour celles d'Espagne et de Pologne. Ce dernier est dessinateur et décorateur, élève de Donat Nonnotte. Il est un associé de la société Pernon de 1787 à 1795. Pour elle il obtient des commandes pour meubler le Palais royal de Madrid, le Palais royal du Pardo, la Casa del Labrador (es) à Aranjuez et la Casita del Principe (es) à l'Escurial. Cette relation de confiance entre Pernon et la cour espagnole dure malgré la condamnation officielle de la mort de Louis XVI, jusqu'à l'abdication de Charles IV en 1808. Pour dessiner les motifs de ses tissus, Outre Grognard, Camille Pernon a recours à Jean-Démosthène Dugourc, ornemaniste jouissant d'un grand crédit auprès de nombreuses cours d'Europe.
Durant la Révolution française, Pernon ne s'engage dans aucun camp. Il ne se tient en particulier pas auprès de Précy durant le siège de Lyon. La période est confuse, mais durant les années les plus difficiles, il semble qu'il se soit exilé en Italie. Il revient cependant régulièrement à Lyon.
Après la Révolution française, Pernon voyage moins et vend sa production essentiellement au Premier Empire.